# Sun Čchun-lan
Sun Čchun-lan, čínsky pchin-jinem Sūn Chūnlán, znaky zjednodušené 孙春兰, tradiční 孫春蘭 (* 24. května 1950) je bývalá čínská komunistická politička, původně dělnice a místní funkcionářka svazu mládeže přešla v 80. letech do vedení federace žen, odborů a komunistické strany v provincii Liao-ning. Od roku 2005 zastávala významnější funkce, když se stala místopředsedkyní Všečínské federace odborů (205–2009), tajemnici tajemnicí fuťienského provinčního výboru KS Číny (2009–2012) a tajemnicí tajemnicí tchienťinského městského výboru KS Číny (2012–2014). Poté řídila oddělení jednotné fronty ÚV KS Číny (2014–2017) a zastávala funkci místopředsedkyně vlády pro zdravotnictví, kulturu, vzdělání a sport (2018–2023). Současně působila i ve vedení Komunistické strany Číny jako kandidátka (1997–2007) a členka (2007–2022) ústředního výboru a členka politbyra (2012–2022).

## Život
Sun Čchun-lan se narodila 24. května 1950 v okrese Žao-jang na jihovýchodě provincie Che-pej. Po absolvování středoškolského studia mechaniky v An-šanu v provincii Liao-ning od roku 1969 pracovala v An-šanu v továrně vyrábějící hodinky. Tam se z dělnice vypracovala na vedoucí tovární organizace Komunistického svazu mládeže Číny, přitom roku 1973 vstoupila do Komunistické strany Číny. V letech 1974–1977 byla tajemnicí svazu mládeže v průmyslových sekcích anšanské městské správy. Roku 1977 byla přeložena do textilní továrny v An-šanu, kde pracovala ve vedení stranické organizace a jako náměstkyně ředitele.
V roce 1988 se stala předsedkyní Anšanského svazu žen, poté byla postupně místopředsedkyní liaoningské provinční organizace Všečínské federace odborů (1991–1993), předsedkyní liaoningské provinční organizace svazu žen (1993–1994) a předsedkyní liaoningských odborů (1994–1997). V roce 1997 byla zvolena zástupkyní tajemníka liaotunského provinčního výboru KS Číny. Na XV. sjezdu KS Číny v září 1997 byla zvolena kandidátkou ústředního výboru (znovuzvolena 2002). O čtyři roky později přešla do funkce tajemnice stranického výboru šestimilionového města Ta-lien.
Roku 2005 byla přeložena k práci v Pekingu, když ji vedení odborů zvolilo místopředsedkyní Všečínské federace odborů a v prosinci 2005 i první tajemnicí sekretariátu odborů. Na XVII. sjezdu KS Číny v říjnu 2007 byla zvolena členkou ústředního výboru (znovuzvolena 2012 a 2017). V Pekingu zůstala čtyři roky, než byla v listopadu 2009 zvolena tajemnicí fuťienského provinčního výboru KS Číny, čímž se stala první šéfkou provinční organizace Komunistické strany Číny po Wan Šao-fen, tajemnici v provincii Ťiang-si v 80. letech. Současně od ledna 2010 do ledna 2013 předsedala fuťienskému provinčnímu lidovému shromáždění (provinčnímu parlamentu). 
Na XVIII. sjezdu KS Číny v listopadu 2012 byla zvolena členkou politbyra a vzápětí i tajemnicí městského výboru KS Číny v Tchien-ťinu (namísto Čang Kao-liho, který povýšil do stálého výboru politbyra). Z hlediska politických vazeb byla řazena mezi takzvané „komsomolce“, členy politického proudu vedeného generálním tajemníkem Chu Ťin-tchaem, měla blízko k premiérům Wen Ťia-paovi a Li Kche-čchiangovi.
Po vyšetřování a odvolání bývalého Chu Ťin-tchaova spolupracovníka Ling Ťi-chuy z funkce vedoucího oddělení jednotné fronty ÚV KS Číny byla Sun Čchun-lan v prosinci 2014 jmenována na jeho místo, zatímco v Tchien-ťinu ji nahradil starosta města Chuang Sing-kuo. Sun byla prvním vedoucím oddělení jednotné fronty od roku 1992, který zastával souběžně i funkci v politbyru. Po nástupu Sun do oddělení vedení strany přijalo novou strategii pro práci Jednotné fronty, která rozšířila působnost oddělení.
Na XVIII. sjezdu KS Číny v říjnu 2017 byla potvrzena v politbyru; v listopadu 2017 předala funkci vedoucí oddělení jednotné frontu novému tajemníkovi ústředního výboru Jou Čchüanovi a nově byla zvolena místopředsedkyní ústřední komise pro řízení výstavby duchovní civilizace KS Číny. V březnu 2018 byla k tomu při sestavení nové vlády jmenována místopředsedkyní vlády pro zdravotnictví, kulturu, vzdělání a sport. 
Na XVIII. sjezdu KS Číny v říjnu 2022 pro vysoký věk odešla ze stranických funkcí a v březnu následujícího roku po uplynutí funkčního období vlády opustila i vládní úřady.